# کوی روشن‌شهر
کوی روشن‌شهر، روستایی از توابع بخش مرکزی شهرستان اصفهان در استان اصفهان ایران است.

## جمعیت
این روستا در دهستان جی قرار دارد و براساس سرشماری مرکز آمار ایران در سال ۱۳۸۵، جمعیت آن ۶۱۹ نفر (۱۷۹خانوار) بوده‌است.